# Harvest Moon (Computerspielreihe, 2007)
Harvest Moon ist eine Videospielreihe aus dem Simulations-Genre. Die Reihe wird vom amerikanischen Publisher Natsume veröffentlicht und seit 2013 von Appci Corporation entwickelt. Der erste Teil der Reihe erschien im Jahre 2007 unter dem Namen Puzzle de Harvest Moon.
Vor dem Beginn der Reihe veröffentlichte Natsume die japanische Videospielreihe Bokujō Monogatari von Marvelous in Nordamerika unter dem Namen Harvest Moon. Im Jahre 2013 entschied sich Marvelous allerdings die Reihe in Nordamerika selbst zu veröffentlichen. Da Natsume die Rechte am Namen „Harvest Moon“ behielt, wurden die weiteren Teile der Bokujō-Monogatari-Reihe in Nordamerika und Europa unter dem Namen Story of Seasons veröffentlicht. Daraufhin entschied sich Natsume eine eigene Videospielreihe unter dem Namen „Harvest Moon“ zu veröffentlichen.

## Geschichte
Der Name „Harvest Moon“ wurde ursprünglich verwendet für die Spielereihe Bokujō Monogatari, die von Marvelous entwickelt und von ihnen selbst in Japan veröffentlicht wurde. Natsume war für die Lokalisierung und Veröffentlichung der japanischen Reihe in Nordamerika verantwortlich und mit Ausnahme der beiden Puzzlespiele Puzzle de Harvest Moon und Harvest Moon: Frantic Farming wurde der Name Harvest Moon für die Veröffentlichung dieser japanischen Reihe in Europa benutzt.
Im Jahre 2014 trennte sich Marvelous von Natsume als Lokalisierungspartner für den nordamerikanischen Markt und entschied sich das Spiel vom eigenen Tochterunternehmen Xseed Games in Nordamerika veröffentlichen zu lassen. Da allerdings die Namensrechte am Namen „Harvest Moon“ bei Natsume liegen wurde die Bokujō-Monogatari-Reihe fortan auf dem westlichen Markt als Story of Seasons verkauft. Natsume entschied sich daraufhin dazu eine eigene Videospiel-Reihe unter dem Namen „Harvest Moon“ zu beginnen und lässt diese vom Entwicklerstudio Appci Corporation (Anfangs noch als Tabot, Inc) entwickeln.
Im Jahre 2014 erschien dann mit Harvest Moon: Das verlorene Tal der erste Teil dieser Reihe für den Nintendo 3DS.

## Spiele

### Chronologie
| Titel                                | Ersterscheinen  | Plattform(en)                                                                | Genre              |
| ------------------------------------ | --------------- | ---------------------------------------------------------------------------- | ------------------ |
| Puzzle de Harvest Moon               | 6. Nov. 2007    | Nintendo DS                                                                  | Puzzlespiel        |
| Harvest Moon: Frantic Farming        | 7. Aug. 2009    | Nintendo DS, iOS, Blackberry OS                                              | Puzzlespiel        |
| Harvest Moon: Das verlorene Tal      | 4. Nov. 2014    | Nintendo 3DS                                                                 | Farming-Simulation |
| Harvest Moon: Seeds of Memories      | 14. Jan. 2016   | iOS, Android                                                                 | Farming-Simulation |
| Harvest Moon: Dorf des Himmelsbaumes | 8. Nov. 2016    | Nintendo 3DS                                                                 | Farming-Simulation |
| Harvest Moon: Licht der Hoffnung     | 15. Nov. 2017   | Microsoft Windows, Nintendo Switch, PlayStation 4, Android, iOS, Xbox One    | Farming-Simulation |
| Harvest Moon: Mad Dash               | 29. Okt. 2019   | Microsoft Windows, Nintendo Switch, PlayStation 4, Xbox One, iOS             | Farming-Simulation |
| Harvest Moon: Eine Welt              | 2. März 2021    | Microsoft Windows, Nintendo Switch, PlayStation 4, Xbox One                  | Farming-Simulation |
| Harvest Moon: The Winds of Anthos    | 6. Oktober 2023 | Nintendo Switch, PlayStation 4, PlayStation 5, Xbox Series Xbox One, Windows |                    |

### Harvest Moon: Das verlorene Tal
Harvest Moon: Das verlorene Tal ist die erste Farming-Simulation unter dem Namen Harvest Moon, die nicht von Marvelous entwickelt wurde. Das Spiel wurde von Appci Corporation (damals als Tabot, Inc.) für den Nintendo 3DS entwickelt. Es erschien erstmals am 4. November 2014 in Nordamerika, während es in Europa erst am 19. Juni 2015 erschien. Anders als die Spiele aus der Reihe von Marvelous erschien das Spiel nie in Japan.
In Das verlorene Tal strandet die Spielfigur als Wanderer in einem Tal und muss dort als Landwirt überleben. Als besonderes Feature kann der Spieler die aus Würfeln bestehende Landschaft verändern, indem er die Würfel bearbeitet oder entfernt. Außerdem kann anders als in der von Marvelous entwickelten Reihe kein Dorf besucht werden, in dem man auf andere Charaktere trifft.

### Harvest Moon: Dorf des Himmelsbaumes
Harvest Moon: Dorf des Himmelsbaumes ist der fünfte Teil der Harvest-Moon-Reihe für den Nintendo 3DS. Das Spiel wurde in Nordamerika am 8. November 2016 veröffentlicht. In Europa wurde das Spiel von Rising Star Games veröffentlicht und erschien erst am 2. Juni 2017.
In Dorf des Himmelsbaumes gelangt der Spieler in das namensgebende Dorf, welches ehemals zwar fruchtbar war, im Laufe der Zeit jedoch verfallen ist. Der Spieler hat die Aufgabe, als Junge oder Mädchen eine Farm zu bewirtschaften und die sieben Himmelsbäume wiederzubeleben, damit die Kraft der Erntegöttin zurückkehrt und das Land wieder fruchtbar wird.

### Harvest Moon: Licht der Hoffnung
Mit Harvest Moon: Licht der Hoffnung erschien der sechste Teil der Harvest-Moon-Reihe für PC, Nintendo Switch und PlayStation 4. Das Spiel erschien am 15. November 2017 weltweit für Microsoft Windows, die Versionen für die Nintendo Switch und die Playstation 4 erschienen erst am 22. Juni 2018. Obwohl das Spiel zwar eher gemischte Rückmeldungen erhielt und für den Grafikstil und fehlende Ausbalancierung kritisiert wurde, konnten die Verkäufe die Erwartungen von Publisher Natsume übertreffen.
In Licht der Hoffnung strandet der Spieler in einer kleinen nahezu verlassenen Hafenstadt auf einer Insel, dort hat er die Aufgabe die Stadt wieder aufzubauen und den dortigen Leuchtturm zu reparieren. Dazu muss er, wie für die Harvest Moon üblich, einen Bauernhof betreiben und durch Landwirtschaft oder Minenarbeit Geld erwerben.

## Rezeption
| Spiel                                | Metacritic | GameRankings | Beleg           |
| ------------------------------------ | ---------- | ------------ | --------------- |
| Puzzle de Harvest Moon               | 41 %       | 43,25 %      | [ M 1 ] [ G 1 ] |
| Harvest Moon: Frantic Farming        | 72 %       | 74,33 %      | [ M 2 ] [ G 2 ] |
| Harvest Moon: Das verlorene Tal      | 46 %       | 49,55 %      | [ M 3 ] [ G 3 ] |
| Harvest Moon: Seeds of Memories      | 68 %       | 67,00 %      | [ M 4 ] [ G 4 ] |
| Harvest Moon: Dorf des Himmelsbaumes | 59 %       | 46,67 %      | [ M 5 ] [ G 5 ] |
| Harvest Moon: Licht der Hoffnung     | 62 %       | -            | [ M 6 ]         |
| Harvest Moon: Mad Dash               | -          | -            | [ M 7 ]         |
| Harvest Moon: Eine Welt              | 54 %       | -            | [ M 8 ]         |

Insgesamt erhielten die Spiele der Harvest-Moon-Reihe, abgesehen von Harvest Moon: Frantic Farming, durchschnittliche bis negative Bewertungen. Die Spielereihe wurde mehrfach dafür kritisiert, den Namen „Harvest Moon“, den viele noch mit der Spielereihe Bokujō Monogatari verbinden, dazu ausnutze schnell produzierte Spiele unter dem bekannten Namen zu verkaufen.
So schrieb Daniel Kirschey von GIGA zu Harvest Moon: Licht der Hoffnung:

„Der Name [Harvest Moon] ist es aber auch leider, der die Käufer für sich einnimmt. Wer den Hintergrund nicht kennt, der greift bedenkenlos zu. Natsume nutzt die Stärke und Bekanntheit des Markennamens. Warum also viel Arbeit in ein Spiel stecken, wenn der Name so bekannt und beliebt ist, dass sowieso viele das Spiel bedenkenlos kaufen werden?“

Jan Wöbbeking von 4Players schrieb zu Harvest Moon: Das verlorene Tal:

„Wenn man sich beim Spielen von Harvest Moon nach der Abwechslung des Landwirtschafts-Simulators zurücksehnt, läuft etwas gewaltig falsch. „Wozu Aufwand in ein Bauernhofspiel stecken, wenn Gelegenheitsspieler sich mittlerweile mit Titeln wie Farmville zufrieden geben?“ […] Wer Lust auf einen idyllischen Mix aus Aufbauspiel und Lebenssimulation hat, sollte sich lieber einen Vorgänger besorgen oder darauf hoffen, dass Marvelous sein deutlich liebevoller gemachtes Story of Seasons doch noch nach Europa bringt.“

Graham Markay von Natsume äußerte sich im Interview mit Polygon zu den vielen Veränderungen im Spiel und der Trennung von der Bokujō-Monogatari-Reihe, und sagte:

“It's always kind of changed. We've been involved in it for so long, [and] I look at it as Harvest Moon. I don't look at it like, ‘We lost Bokujo.' […] We wanted to evolve the series.”

„Alles verändert sich. Wir haben lange daran gearbeitet und ich sehe es als Harvest Moon. Ich sehe es [Harvest Moon: Dorf des Himmelsbaums] nicht an und denke: ‘Wir haben Bokujo [Monogatari] verloren.' […] Wir wollten die Spieleserie weiterentwickeln.“